# レスター・カーニー
レスター・カーニー（Lester Nelson "Les" Carney、1934年3月31日 - ）は、アメリカ合衆国の元陸上競技選手である。彼は、1960年に開催されたローマオリンピックの200メートル走で銀メダルを獲得した。

## 経歴
オハイオ大学でフットボールの選手として活躍していたが、短距離走選手としても知られていた。1959年にはAAU主催競技会で200メートル走3位、NCAA主催競技会では220ヤード走 で同じく3位となり、同年にシカゴで開催されたパンアメリカン競技大会の200メートル走では2位となっている。
1960年、AAUの200メートル走競技で2位となり、ローマオリンピックへの最終選考会では、メルボルンオリンピックで100メートル競走と200メートル走で2冠を達成した実績を持つボビー・モローを破ってオリンピック代表入りを果たした。

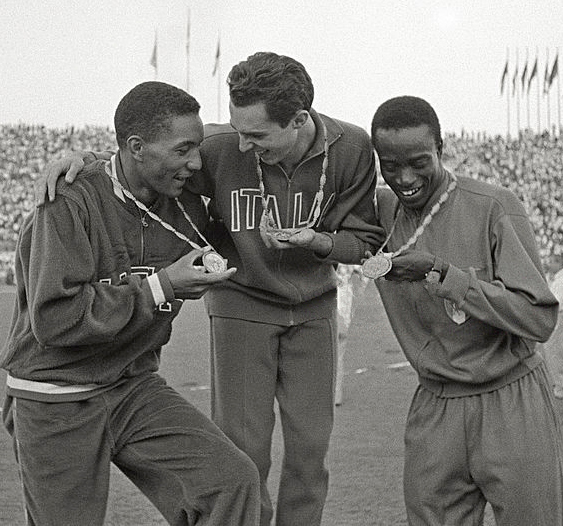
ローマオリンピック男子200m走のメダリストたち、左からカーニー、リビオ・ベルッティ、アブドゥライ・セイエ

ローマオリンピックでは200メートル走にのみ出場し、1次予選は21秒1、2次予選は20秒9でそれぞれ1位で通過し、準決勝では21秒1で3位となって決勝進出を果たした。決勝では20秒6の記録でイタリア代表のリビオ・ベルッティに次いで2位に入って銀メダリストとなった。
なお、1958年にボルチモア・コルツ にドラフト指名された経験があるが、プロの道には進まず、オハイオ州アクロンで大手スポーツ用品会社のバイヤーとなった。